# Кирил Дойчиновський
Кирил Дойчиновський (мак. Кирил „Киро“ Дojчинoвcки; 14 жовтня 1943, Скоп'є, СР Македонія — 10 серпня 2022) — югославський футболіст, виступав на позиції захисника, по завершенні кар'єри — футбольний тренер.

## Клубна кар'єра
Футбольну кар'єру розпочав 1958 року в юнацькій команді «Вардар» (Скоп'є). За першу команду дебютував у сезоні 1963/64 років. Виступав за «Вардар» до червня 1967 року, за цей час за команду зі Скоп'є зіграв 106 матчів у чемпіонаті Югославії. Потім перейшов до «Црвени Звезди», у футболці якої дебютував 22 липня 1967 року. До 14 травня 1974 року зіграв 420 матчів за белградський клуб, у тому числі 189 — у стартовому складі, також відзначився 11-а голами. Разом з «Црвеною Звездою» чотири рази вигравав чемпіонат (1967/68, 1968/69, 1969/70 та 1972/73) та двічі кубок Югославії (1968, 1970). Кар'єру гравця завершив у французьких клубах «Труа» та «Париж».

## Кар'єра в збірній
Зіграв 3 матчі за молодіжну збірну Югославії і 3 матчі за другу збірну Югославії.
У збірної Югославії Кирил дебютував 27 жовтня 1968 року в відбірковому матчі чемпіонату світу 1970 року зі збірною Іспанії, який завершився з рахунком 0:0. У складі збірної взяв участь в чемпіонаті світу 1974 року. Востаннє за збірну Дойчиновський виходив на поле 13 травня 1970 року в товариському матчі зі збірною ФРН, який завершився поразкою югославів з рахунком 0:1. Всього ж за збірну Кирил зіграв 6 офіційних матчів.

## Кар'єра тренера
Двічі очолював національну збірну Сальвадору. Окрімс цього тренував клуби з Македонії, Сальвадору, Греції та Гондурасу.

## Особисте життя
У 2009 році йому ампутували обидві ноги через ускладнення від гангрени.

## Статистика виступів

### У збірній
Загалом: 6 матчів; 4 нічиїх, 2 поразки.

## Досягнення

### Як гравця
«Црвена Звезда»
- Перша ліга Югославії
  -  Чемпіон (4): 1967/68, 1968/69, 1969/70, 1972/73

- Кубок Югославії
  -  Володар (3): 1967/68, 1969/70, 1970/71

- Кубок Мітропи
  -  Володар (1): 1967/68

- Iberico Trophy Badajoz
  -  Володар (1): 1971

- Trofeo Costa del Sol
  -  Володар (1): 1973

### Як тренера
«Луїс Анхель Фірпо»
- Прімера Дивізіон
  -  Чемпіон (2): 1991/92, 1992/93
  -  Срібний призер (1): 1995/96